# Burka babes
Burka babes is een gagstrip bedacht door Peter de Wit.
De strip is een spin-off van Sigmund, een andere strip van Peter de Wit.

## Inhoud
Kenmerkend aan de cartoon is dat er twee vrouwen gekleed in een boerka in voorkomen, de een met een Dirk-tas, de ander met een Bas-tas, met een prei en stokbrood.

## Publicatiegeschiedenis
De strip werd voorgepubliceerd in het Nederlandse dagblad de Volkskrant. In 2006 en 2007 verschenen er twee albums van deze strip. In 2014 verscheen er nog een album van onder de naam Burka basics. De strip werd vertaald in het Frans, Engels, Spaans, Italiaans en Tsjechisch.